# Jean Teyrouz
Jean Teyrouz ICPB (ur. 6 maja 1941 w Aleppo) – biskup ormiańskokatolicki pochodzący z Syrii, w latach 2000–2013 biskup kurialny patriarchatu cylicyjskiego i biskup tytularny Melitene, w latach 2013–2018 ordynariusz eparchii Sainte-Croix-de-Paris.

## Życiorys
Wstąpił do Instytutu Duchowieństwa Patriarchalnego z Bzommar. Studiował na rzymskim Papieskim Kolegium Ormiańskim, a także na Papieskim Uniwersytecie Laterańskim i na Uniwersytecie św. Józefa w Bejrucie.
Święcenia kapłańskie przyjął 24 grudnia 1965. Pełnił funkcje m.in. prorektora i rektora niższego seminarium swego instytutu oraz duszpasterzem młodzieży i skautów.

### Episkopat
We wrześniu 2000 został wybrany przez Synod ormiańskiego Kościoła katolickiego biskupem kurialnym Patriarchatu Cylicji. 5 stycznia 2001 papież Jan Paweł II zatwierdził wybór i przydzielił nominatowi stolicę tytularną Melitene degli Armeni. Sakry biskupiej udzielił mu 25 marca tegoż roku ówczesny patriarcha Cylicji, Nerses Bedros XIX.
2 lutego 2013 papież Benedykt XVI mianował go eparchą Sainte-Croix-de-Paris, zaś 8 czerwca 2013 Franciszek powierzył mu funkcję wizytatora apostolskiego dla wiernych obrządku ormiańskiego w Europie Zachodniej.